# Sarableh
Sarableh este un oraș din Iran.